# Joaquín de la Pezuela
Don Joaquín de la Pezuela Griñán y Sánchez Muñoz de Velasco, primo marchese di Viluma (Naval, 1761 circa – Madrid, 1830), è stato un generale spagnolo che ricoprì l'incarico di viceré del Perù durante la guerra d'indipendenza.

## Gioventù
Pezuela nacque da una nobile famiglia hidalgo originaria di Santander. Frequentò il Collegio di Artiglieria a Segovia. Nell'esercito, combatté durante l'assedio di Gibilterra del 1779, ed in seguito contro i francesi in Gipuzkoa e Navarra, nel 1793 e nel 1794. Nel 1805 andò in America prendendo la guida dell'esercito dell'Alto Perú (ora Bolivia).
Da qui si spostò in Perù, dove il viceré José Fernando de Abascal y Sousa lo nominò direttore dell'Artiglieria Reale. Riorganizzò l'artiglieria, soffermandosi sugli aspetti tecnici e sulla sua modernizzazione. Nel 1813 fu promosso brigadiere.

## Viceré del Perù
Difendendo la corona spagnola in Sudamerica, Pezuela combatté contro gli insorti. Sconfisse Manuel Belgrano il 19 ottobre 1813 nella battaglia di Vilcapugio, ed il 14 novembre 1813 nella battaglia di Ayohuma (nell'odierna Bolivia). Dopo queste vittorie avanzò verso sud, occupando le città di San Salvador de Jujuy (Argentina settentrionale) il 27 maggio 1814 e Salta il 25 luglio 1814. Fu però costretto a ritirarsi a causa dei continui attacchi dei gaucho del generale Martín Miguel de Güemes. Perse 1200 uomini durante la ritirata verso Jujuy.
Nel 1815 combatté José Rondeau, e lo sconfisse nella battaglia di Sipe-Sipe (Viluma). Questo scontro si svolse il 29 novembre 1815 nei pressi di Cochabamba, in Alto Perú. Si dice che si trattò di una delle sconfitte più dure subite dagli insorti delle guerre d'indipendenza ispanoamericana. I ribelli persero 2000 uomini e tutta la loro artiglieria.
Per il suo successo, nel 1816 Pezuela fu promosso tenente generale, e gli fu concesso il titolo di marchese di Viluma. Per ordine reale datato 15 ottobre 1815 fu nominato viceré ad interim del Perù per rimpiazzare Abascal. L'anno successivo divenne capitano generale del Perù.
Nel 1819 fu attaccato a Callao dallo squadrone di Thomas Cochrane, e fu costretto a fuggire dal porto.

### Colpo di Stato e deposizione
Le relazioni tra il viceré de la Pezuela e il suo secondo in comando, il tenente generale José de la Serna, si deteriorò velocemente a causa del fatto che de la Pezuela era un assolutista, mentre de la Serna un liberale. Alla fine de la Serna chiese di poter essere sostituito per fare ritorno in Spagna. Il permesso fu concesso nel maggio 1819, e a settembre de la Serna diede le dimissioni da comandante dell'esercito lasciando l'incarico al generale José Canterac. De la Serna aveva dei partigiani a Lima, e al suo arrivo si dimostrarono tutti favorevoli a una sua permanenza in Perù per fronteggiare la minacciosa invasione del generale José de San Martín dal Cile. De la Pezuela accettò promuovendo de la Serna a tenente generale, e nominandolo presidente del consiglio di guerra.
San Martin sbarcò a Pisco l'8 settembre 1820. De la Serna, attraverso negoziati segreti, fu nominato comandante in capo dell'esercito radunato ad Aznapuquio per proteggere la capitale dall'avanzata di San Martin. Gli fu ordinato dal viceré di marciare su Chançay. Il 29 gennaio 1821 il principale ufficiale di campo, partigiano di de la Serna, chiese al viceré de la Pezuela di lasciare il posto a de la Serna. De la Pezuela si rifiutò ordinando a de la Serna di sedare l'ammutinamento, ma de la Serna si dichiarò impossibilitato a svolgere il compito. Il viceré, vedendo sfuggirgli l'autorità, cedette il potere quella stessa sera. In seguito il risultato di questo colpo di Stato fu riconosciuto dalla Spagna.

## Vecchiaia
Pezuela tornò in Spagna nel 1825, dove divenne capitano generale della Nuova Castiglia. Morì a Madrid nel 1830. Il figlio, Juan González de la Pezuela y Ceballos, conte di Cheste (1809-1906) nato a Lima, fu un generale, un politico conservatore ed un uomo di lettere. Fu anche ministro della marina e del commercio nel gabinetto di Spagna, e in seguito senatore.